# Thripomorpha haennii
Thripomorpha haennii is een muggensoort uit de familie van de Scatopsidae. De wetenschappelijke naam van de soort is voor het eerst geldig gepubliceerd in 1996 door Martinovsky.